# Assad Abdul Ghani
Assad Abdul Ghani (* 2. Januar 1976 in Malediven) ist ein maledivischer ehemaliger Fußballspieler.

## Karriere
Ghani begann seine Karriere beim Club Valencia im Jahre 2001, wo er bis 2006 aktiv war. Nach den fünf Jahren wechselte sie zum Verein New Radiant. Im Jahr 2009 kehrte er wieder zum Verein Club Valencia zurück, wo er drei Jahre lang aktiv war. In seiner ersten Saison bestritt er 13 Ligaspiele, in denen er einmal ins Tor traf. 2010 bestritt Ghani 17 Ligaspiele und erzielte drei Tore. Im Jahr 2011 absolvierte er 16 Ligaspiele und konnte fünf Tore erzielen.
Im Jahr 2012 war er beim Verein Eagles Malé aktiv, bei welchem er 19-mal zum Einsatz kam und dabei vier Treffer erzielen konnte. Nachdem Ghani in der Spielzeit 2013 nochmals für Club Valencia aktiv war (19 Spiele/2 Tore), stand er in der Saison 2014 wieder für die Eagles Malé unter Vertrag.